# 長坂伊三郎
長坂 伊三郎（ながさか いさぶろう、生年不明 - 1926年）は、日本の地方政治家。稲城村長を務めた。

## 来歴
矢野口に生まれる。　初期の稲城村会議員を務め、1897年に芦川貫一郎が辞職したため、村長になる。約3年間務め、1901年に村長を退いた。
1913年に引退するまで、議員を務めた。 1926年に死去。